# Aulosaphoides constractus
Aulosaphoides constractus är en stekelart som först beskrevs av Chen och He 1996.  Aulosaphoides constractus ingår i släktet Aulosaphoides och familjen bracksteklar. Inga underarter finns listade.